# Masao Maruyama (produtor)
Masao Maruyama (丸山 正雄, Maruyama Masao, Shiogama, 19 de junho de 1941) é um produtor e empresário de animes japonês. É conhecido por ser co-fundador da Madhouse e também da MAPPA e do Studio M2.